# Diigo
Diigo是一个社会性书签网站，Diigo是"Digest of Internet Information, Groups and Other stuff"的缩写。除了可以将网页添加作书签、添加标签，用户还可以将网页内容高亮显示、添加说明，还可以将这些书签作为公开或私藏，还可以将书签与朋友分享。
除了登录该网站进行操作，用户也可以安装浏览器的diigo插件，通过工具条菜单进行设置。

## 中國大陸封鎖
依據GreatFire測試，該網站在中國大陸被當局的網墻封鎖，即當地網民無法正常訪問該網站。HTTP連接自2011年或更早起被封鎖、干擾或偶爾解封，2014年8月起被持續封鎖至今；HTTPS連接於2014年至2015年一度被屏蔽或干擾。